# Per me
Per me è un singolo del cantautore italiano Fabrizio Moro, pubblicato il 30 agosto 2019 come terzo estratto dal nono album in studio Figli di nessuno.

## Videoclip
Il videoclip, uscito su YouTube il 13 settembre e diretto ancora una volta dai Trilathera sotto la sceneggiatura di questi ultimi e dello stesso Fabrizio Moro, è stato girato all'interno di un cinema di Frosinone. In esso si vede Moro in una sala completamente vuota, che ripercorre il suo passato artistico attraverso dei vecchi filmati proiettati sul grande schermo, riguardanti la sua carriera dagli inizi fino ai giorni nostri, tra traguardi e sogni realizzati.